# Удмурт-Сада
Удму́рт-Са́да (рос. Удмурт-Сада) — присілок у складі Ярського району Удмуртії, Росія.
Назва Сада означає у перекладі із самодійського по середньо-ненецькому калюжу. Так місцеві жителі називали присілок Гучин, що перекладається як селище. Станом на 1957 рік присілок входив до складу Бачумовської сільської ради.

## Населення
Населення — 26 осіб (2010, 63 у 2002).
Національний склад станом на 2002 рік:
- удмурти — 59 %
- росіяни — 40 %